# Абрамович, Марина
Марина Абра́мович (серб. Марина Абра́мовић; род. 30 ноября 1946, Белград) — сербская художница перформативного жанра, специалист по искусству выносливости. Её работа исследует отношения между художником и аудиторией, пределами тела и возможностями ума. Активно занимающуюся творчеством больше пяти десятилетий, Абрамович прозвали «бабушкой искусства перформанса». Она открыла новое понятие идентичности, делая наблюдателей участниками и сосредоточиваясь на «противостоянии боли, крови и физических пределах тела». 
Лауреат премии принцессы Астурийской (2021).

## Биография
Абрамович родилась в Белграде в Сербии. Её двоюродным дедом был патриарх Варнава Сербской православной церкви. Её родители были югославскими партизанами во время Второй мировой войны. Отец Марины, Войо, был командующим, которого приветствовали как национального героя после войны. Её мать Даница была майором в армии, а в 1960-х директором Музея Революции и Искусства в Белграде.
В 14 лет она попросила своего отца купить ей масляные краски. Один из друзей отца решил показать ей, как ими пользоваться: он положил холст на пол, выплеснул на него смесь из красок и подорвал. На этом примере Марина поняла, что в искусстве «процесс важнее результата».
В 1964 году её отец оставил семью. В интервью 1998 года Абрамович описывала, как её «мать взяла на себя полное управление в военном стиле надо мной и моим братом. Мне не разрешили выходить из дома после 10 часов вечера до 29 лет. <…> Все перформансы в Югославии я свершала до 10 часов вечера, потому что в это время должна была быть дома. Это было абсолютное безумие, но все мои порезы, хлестания, поджигания, которые могли лишить меня жизни, — всё делалось до 10 вечера».
Она была студенткой университета искусств в Белграде с 1965 до 1970 годы. В 1972 году окончила свои исследования в Академии изящных искусств в Загребе в Хорватии. С 1973 до 1975 годы преподавала в Академии изящных искусств в Нови-Саде, давая первые сольные выступления.
С 1971 до 1976 года Марина была замужем за Нешем Париповичем.
С 1976 года живёт в Амстердаме. Переехав в Амстердам, Абрамович познакомилась с западногерманским перформансистом Улаем. В 1988 году, после нескольких лет натянутых отношений, Абрамович и Улай решили расстаться. Для этого они предприняли путешествие по Великой китайской стене: отправившись в путь с противоположных концов, они встретились посередине, чтобы попрощаться друг с другом.
В 1997 году получила премию «Золотой лев» 47-й Венецианской биеннале за работу «Балканское барокко» — художница перемывала гору окровавленных костей в память о жертвах войны в Югославии.
В 2016 году на сайте издательства Penguin Random House появилась информация, что 25 октября 2016 года художница выпустит автобиографию «Walk Through Walls».

## Перформансы и инсталляции
Инсталляции Марины Абрамович иногда вызывали шок у зрителей: в 1988 году один из зрителей упал в обморок на её выставке.

### «Ритм 0»
Чтобы проверить пределы связи между перформансистом и зрителями, Абрамович в 1974 году создала один из своих наиболее сложных и известных перформансов. Себе она отвела пассивную роль, действовать предстояло публике.
Абрамович разместила на столе 72 объекта, которыми люди могли пользоваться как угодно. Некоторые из этих объектов могли доставлять удовольствие, тогда как другими можно было причинять боль. Среди них были ножницы, нож, хлыст и даже пистолет с одним патроном. Художница разрешила публике в течение шести часов манипулировать её телом и движениями.
Поначалу зрители вели себя скромно и осторожно, но через некоторое время, в течение которого художница оставалась пассивной, участники стали агрессивнее. Абрамович позднее вспоминала:

Полученный мной опыт говорит о том, что, если оставлять решение за публикой, тебя могут убить. <…> Я чувствовала реальное насилие: они резали мою одежду, втыкали шипы розы в живот, один взял пистолет и прицелился мне в голову, но другой забрал оружие. Воцарилась атмосфера агрессии. Через шесть часов, как и планировалось, я встала и пошла по направлению к публике. Все кинулись прочь, спасаясь от реального противостояния.

### Работа с Улаем
Главными концепциями, которые они исследовали, были личность и индивидуальность художника. Постепенно Абрамович и Улай решили создать коллективное существо, называемое «другое», и говорить о себе как о частях двухголового тела. Они одевались и вели себя как близнецы, и не имели друг от друга секретов.
На одном из первых совместных перформансов в 1977 году, названном «Отношения во времени», Марина и Улай сплели свои волосы и просидели спиной друг к другу в подобном положении 17 часов. На протяжении первых 16 часов они находились только под взором сотрудников галереи. На каждый час отводилось только 3 минуты перерыва, в которые делалась съёмка. Только на 17-й час перформанса, когда Марина и Улай были на грани полного изнеможения, была приглашена публика. Идея заключалась в акцентировании внимания на том, что, подпитываясь энергией публики, человек повышает уровень своих возможностей, в данном случае просидев в таком положении ещё час.
Для перформанса «Смерть себя» художники соединили свои рты специальным агрегатом и вдыхали выдохи друг друга, пока не закончился кислород. Через семнадцать минут после начала перформанса оба упали на пол без сознания с лёгкими, наполненными углекислым газом. Этот перформанс исследовал способность индивидуума поглощать жизнь другой личности, обменивая и уничтожая её.
В инсталляции «Отношения в пространстве» (1976) полностью раздетая художница и Улай изображали полностью свободные отношения, терзая друг друга на глазах зрителей.
Композиция «Коммунистическое тело, Капиталистическое тело» (1980-е) стала протестом против разделения людей идеологическими барьерами.
В течение перформанса «Энергия покоя / Остаточная энергия», проведённого Мариной и Улаем в 1980 году, Абрамович держит лук, в то время как Улай держит стрелу, нацеленную на её сердце, и натянутую тетиву. На протяжении 4-минутного перформанса микрофоны, установленные на Марине и Улае и присоединённые к их сердцам, отслеживали их сердцебиение и передавали этот звук в надетые на них наушники. Идея перформанса заключается в показе безграничного доверия, существующего между партнёрами.
В 1988 году, после нескольких лет натянутых отношений, Абрамович и Улай решили предпринять духовное путешествие, которое окончит их связь. Они отправились в путь с противоположных концов Великой китайской стены и встретились посередине. По словам Абрамович, «Этот поход превратился в законченную личную драму. Улай стартовал из пустыни Гоби, я — от Жёлтого моря. После того как каждый из нас прошёл 2500 километров, мы встретились и простились навсегда».

### «В присутствии художника»

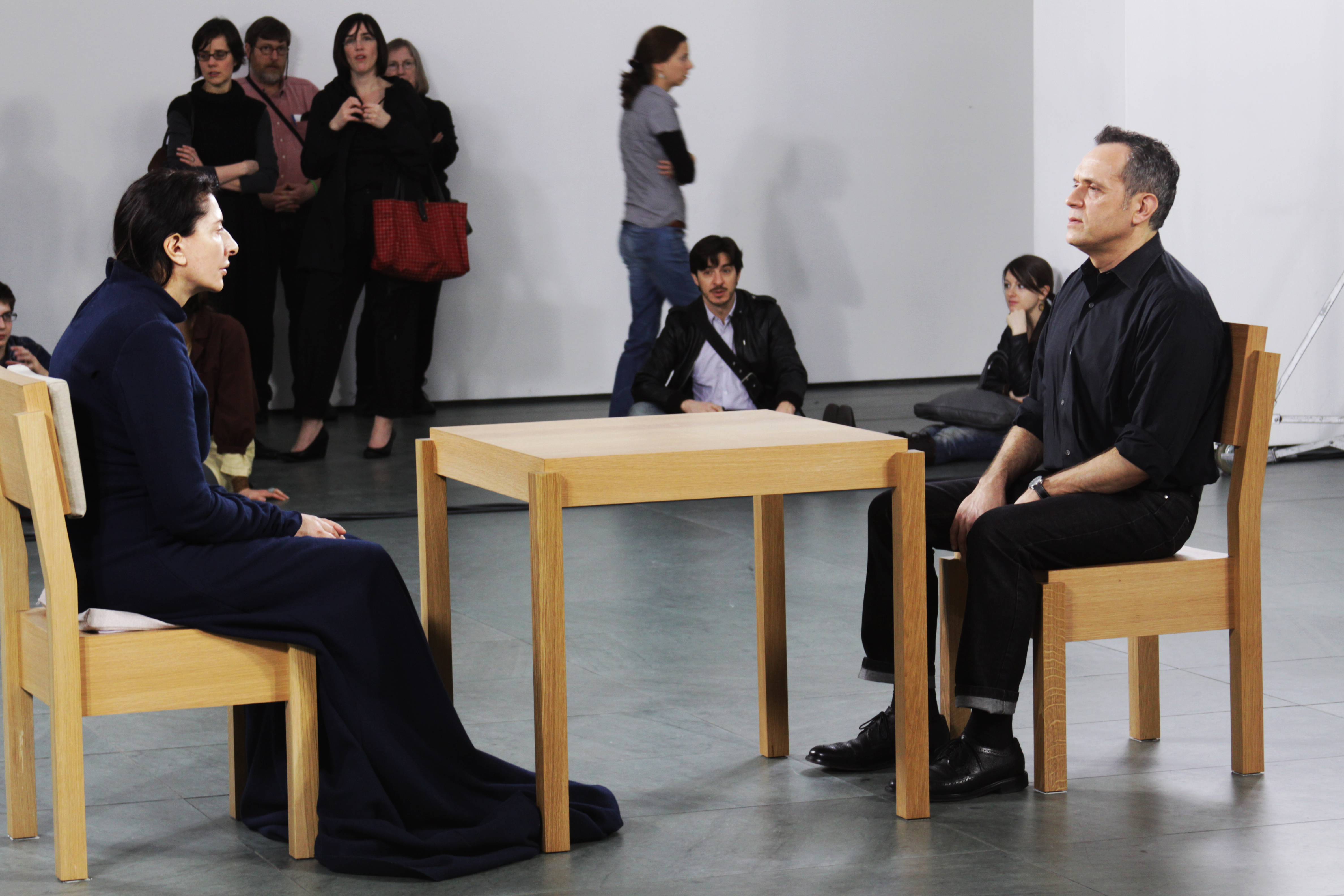
Перформанс «В присутствии художника», МоМА, 2010

Первая ретроспективная выставка Марины Абрамович состоялась в 2010 году в Нью-Йоркском музее современного искусства. Во время этой выставки Мариной Абрамович был сделан новый перформанс — «В присутствии художника» (The Artist is Present). Идея перформанса заключалась в том, чтобы Марина могла, посредством внимательного взгляда, установить контакт с любым желающим посетителем выставки. Этот момент фиксировался фотографом. Перформанс длился 736 часов и 30 минут, художница посмотрела в глаза 1500 зрителям. В первый день перформанса она встретилась с Улаем. Художница не смогла сдержать чувств и расплакалась.
В 2022 году Абрамович решила повторить перформанс в нью-йоркской Sean Kelly Gallery. Все вырученные от продажи билетов средства должны пойти в пользу организаций, помогающих пострадавшим во время вторжения России на Украину.

### Абрамович в России
В октябре 2011 года в московском Центре современной культуры «Гараж» открылась «крупнейшая ретроспектива» Марины Абрамович под названием «В присутствии художника», которую курировал директор центра MoMA PS1 и старший куратор специальных проектов Музея современного искусства Нью-Йорка Клаус Бизенбах. В рамках этой выставки было показано около 50 работ Марины Абрамович, созданных на протяжении четырёх десятилетий. Четыре работы были показаны в формате «реперформанса» специально отобранными и обученными художницей перформерами. Сама Марина Абрамович с 2 по 6 октября провела в «Гараже» пятидневный мастер-класс, в ходе которого обучила будущих участников её реперформансов своей авторской методике.

## Фильмы
В 2006 году Абрамович сняла короткометражный фильм под названием «Балканский эротический эпос» для компиляции «Запрещено к показу!», состоящей из нескольких эротических фильмов. В 2008 она участвовала в кинопроекте «Истории человеческих прав» («Stories on Human Rights»), для которого сняла фильм «Опасные игры» («Dangerous Games»). Также она снималась для клипа группы Antony and the Johnsons «Cut the World». Также известна по участию в масштабном кинопроекте «ДАУ» Ильи Хржановского — биографической драме, рассказывающей о жизни Льва Ландау.

## Цитаты
У меня есть теория: чем хуже у тебя детство, тем лучше твоё искусство — если ты по-настоящему счастлив, то у тебя не получится создать хорошее произведение. Мои родители были карьеристами, стремились добиться успеха в области политики. Они оба после Второй мировой войны были признаны национальными героями. У них не было желания заниматься ребёнком, и они отдали меня бабушке. Однажды я ждала бабушку, когда она молилась в церкви. Там я увидела купель — ёмкость, в которую надо было окунуть пальцы перед тем, как перекреститься. Я подумала, что если выпью всю воду, то стану святой. Мне было шесть лет. Я встала на стул и выпила эту воду. Мне только плохо стало. В святую я не превратилась. А вообще всё детство я провела на кухне. Кухня была центром моей вселенной. Там я рассказывала бабушке свои сны, а она рассказывала мне разные истории. Там мы посвящали друг друга во все тайны. Это было место встречи и взаимопроникновения повседневного и духовного.

Многие не любят перформанс, потому что видели много плохих перформансов. Сказать по правде, человеку вообще-то выпадает мало хороших перформансов в жизни.

## Критика
10 апреля 2020 года компания Microsoft опубликовала в ютьюбе рекламу с участием сербской художницы Марины Абрамович. В ролике она рассказывала о новом VR-перформансе «Жизнь», который резко подвергся общественной критике. В социальных сетях Абрамович обвинили в сатанизме, «крови, боли и каннибализме в ее искусстве».
В 2019 году верующие поляки выступили против выставки Марины Абрамович, обвиняя её в сатанизме.
6 сентября 2023 года, в свете событий в Украине, официальный представитель МИД Мария Захарова заявила, что президент Украины Владимир Зеленский назначил «сатанистку» Марину Абрамович «амбассадором» по вопросам помощи украинским детям. По мнению Захаровой, Марина Абрамович якобы иногда устраивает ритуалы, включающие использование свиной крови, и приглашает в них участвовать политиков.

## Награды
- Золотая медаль «За заслуги» (2021, Сербия)[33].
- Австрийский почётный знак «За науку и искусство» (2008, Австрия).
- Премия принцессы Астурийской (2021).